# Aenne Burda

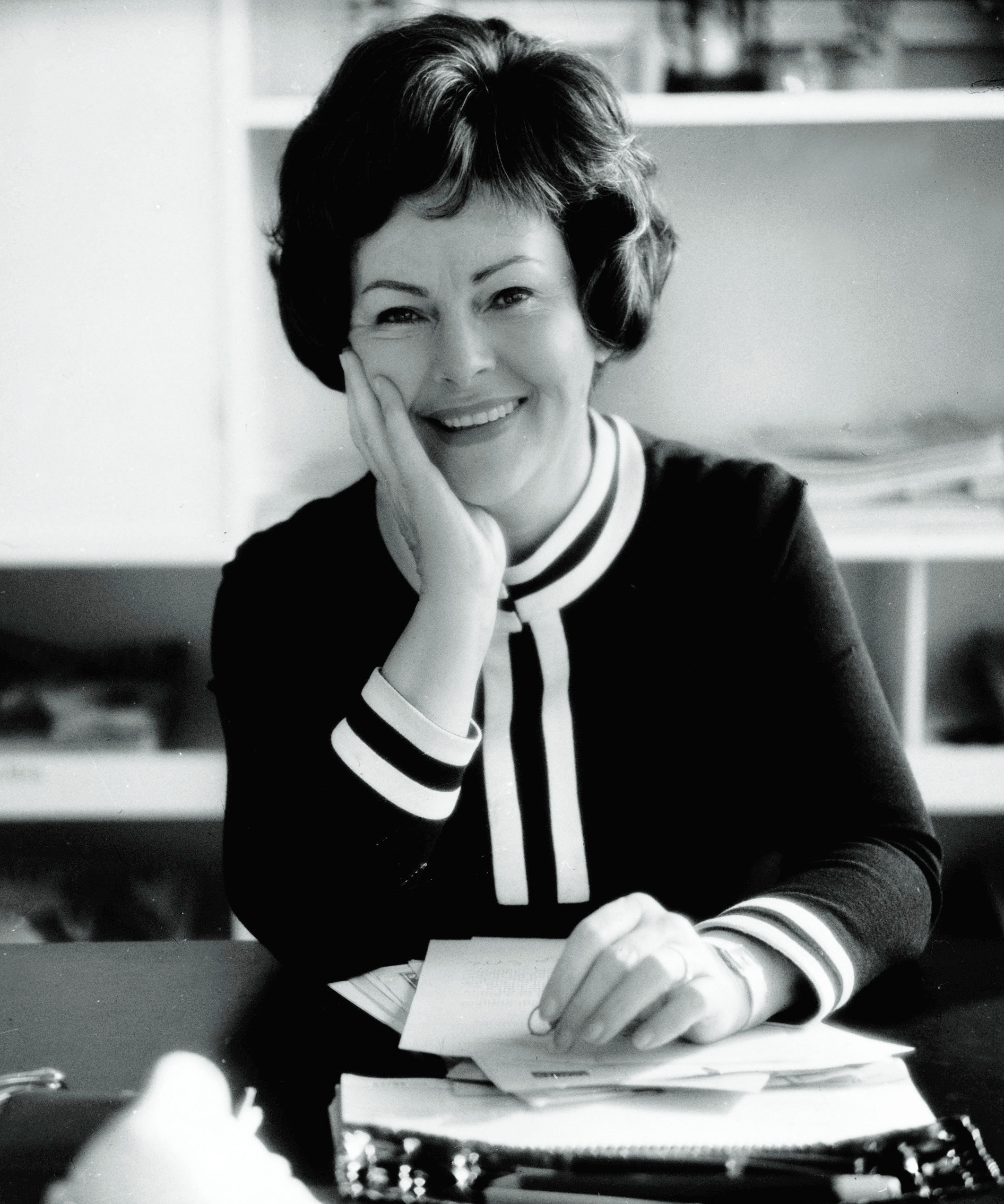
Aenne Burda
(Aufnahmedatum unbekannt)

Anna Magdalene „Aenne“ Burda, geborene Lemminger (* 28. Juli 1909 in Offenburg; † 3. November 2005 ebenda) war eine deutsche Verlegerin von Zeitschriften. Nach dem Zweiten Weltkrieg baute sie mit Burda Moden einen der größten deutschen Zeitschriftenverlage auf. Sie wurde „Königin der Kleider“ genannt.

## Leben

### Familie

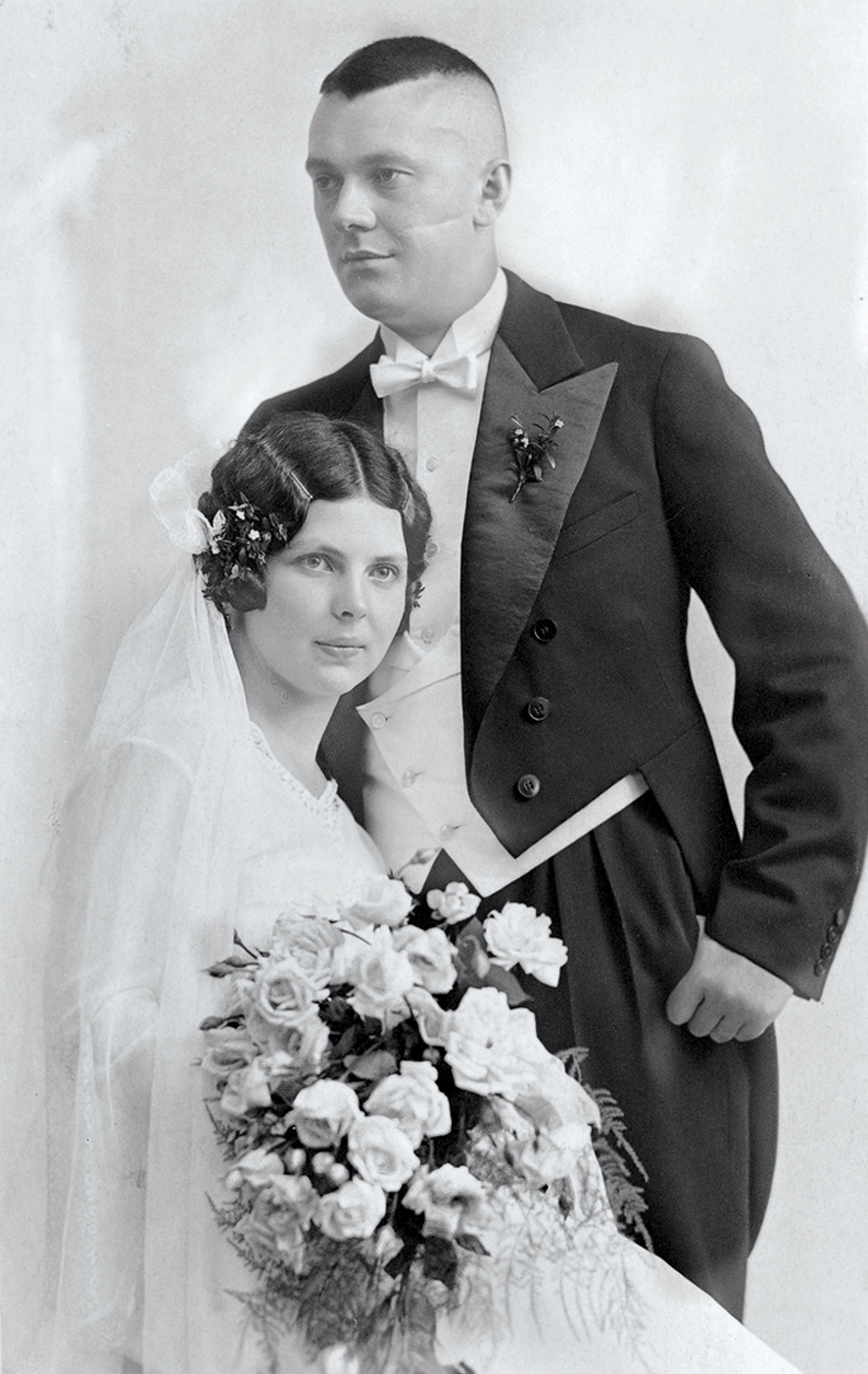
Aenne und Franz Burda (Hochzeitsfoto, 1931)

Aenne Burda wurde 1909 in Offenburg als Tochter des Lokomotiv-Heizers Franz Lemminger und seiner Frau Anna Maria Armbruster geboren. Ihren späteren Rufnamen Aenne gab sie sich selbst nach ihrem Lieblingslied Ännchen von Tharau. Sie besuchte eine Klosterschule und absolvierte nach der Mittleren Reife an der Höheren Handelsschule eine kaufmännische Lehre im Offenburger Elektrizitätswerk. Dort musste sie bei säumigen Zahlern die Beiträge eintreiben und lernte dabei ihren späteren Mann, den damals als Buchdrucker tätigen Franz Burda (1903–1986), kennen; am 9. Juli 1931 heiratete sie ihn. Sie bekam mit ihm drei Söhne, Franz (* 24. Mai 1932; † 17. Januar 2017), Frieder (* 29. April 1936; † 14. Juli 2019) und Hubert Burda (* 9. Februar 1940).

### Die Verlegerin

#### 1949–1961
Den Grundstein zu Aenne Burdas eigenem Verlag legte ihr Mann in doppelter Hinsicht: der defizitäre Verlag Effi-Moden von Elfriede Breuer, eine seiner zahlreichen Geliebten, wurde von ihm finanziert. Mit der Androhung, die Scheidung einzureichen, zwang Aenne Burda ihren Mann zum Rückzug aus diesem Projekt und erreichte seine finanzielle Unterstützung bei ihrer eigenen Verlagsgründung. So konnte sie 1949 den verschuldeten Modeverlag von Franz Burdas ehemaliger Sekretärin in Lahr mit 48 überwiegend weiblichen Mitarbeitern übernehmen. Am 1. Oktober 1949 gab sie erstmals die Zeitschrift Favorit heraus, die ab Januar 1950 als Burda Moden mit einer Auflage von 100.000 Exemplaren erschien. Die Ehe wurde als offene Beziehung aufrechterhalten, und für den Haushalt und die Betreuung der Kinder wurden Haushaltshilfen eingestellt.
Die bahnbrechende Geschäftsidee der Zeitschrift waren die seit 1952 beiliegenden Schnittmuster-Bögen, die es den Lesern erlaubten, in Heimarbeit die Modelle nachzuschneidern. Schnittmusterbögen sind seit dem 19. Jahrhundert bekannt, der US-amerikanische Unternehmer Ebenezer Butterick erfand diese Methode 1863. Doch erst mit Aenne Burdas Geschäftsidee eroberte sich diese Schnittmusterhilfe ihren Platz in der deutschen Wirtschaftsgeschichte. Während die Mode anderer Zeitschriften für die meisten ihrer Leserinnen unerschwinglich blieb, konnte man sich damit nun seine Vorstellungen von Geschmack und Eleganz preiswert verwirklichen.

#### 1961–1994

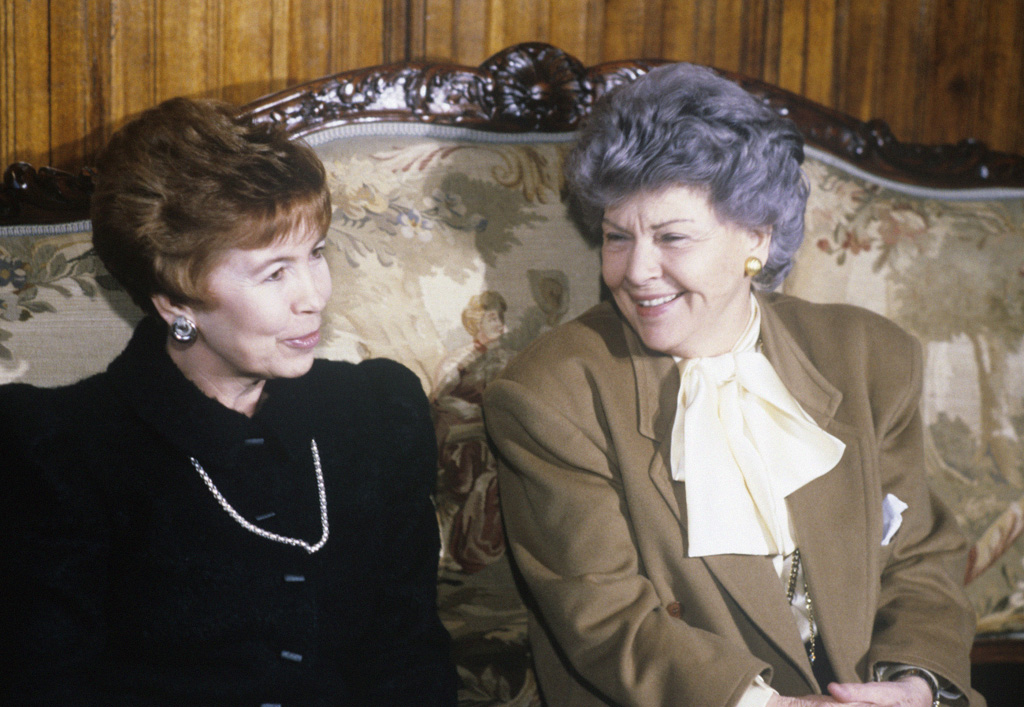
Raissa Gorbatschowa und Aenne Burda (Moskau, 1987)

Nach der Übernahme des Beyer-Verlags in Wiesbaden und der Zeitschrift Beyer Mode am 1. Oktober 1963 war Burda Moden mit einer Auflage von 1,2 Millionen die weltgrößte Modezeitschrift. 1965 verkaufte Burda Moden über eine Million Exemplare, 1968 schon 1,5 Millionen.
Mit diesem Konzept eroberte sie bald die ausländischen Märkte und sie ließ weitere Zeitschriftentitel folgen: Anna von 1974 bis 2007, zuerst als Burda Spaß an Handarbeiten erschienen, Carina seit 1977 und Verena von 1986 bis 1997.
1987 wurde die Zeitschrift Burda Moden als erste westliche Modezeitschrift in russischer Sprache in der Sowjetunion verkauft. Diese spektakuläre Marktöffnung verdankte sich vor allem dem Interesse von Raissa Gorbatschowa und ihrem Mann, dem damaligen Generalsekretär der KPdSU und Staatspräsident Michail Gorbatschow. Beim Internationalen Frauentag, dem 8. März 1987, ließ sich Aenne Burda bei einem Festakt im fürstlichen Stadtpalais feiern. In ihren Erinnerungen bezeichnet sie die Präsentation ihrer Zeitschrift und Kollektion in Moskau als ihren Lebenshöhepunkt.
Nach 45 Jahren Geschäftsführung wies ihr Verlag 1994 einen Umsatz von 172 Millionen DM (kaufkraftbereinigt in heutiger Währung: rund 150,2 Millionen Euro) aus. Im Alter von 85 Jahren zog sie sich aus der Verlagsleitung zurück und übergab ihren drei Söhnen zu gleichen Anteilen ihren Verlag. Frieder und Franz Burda verkauften ihre Anteile an Hubert Burda, der bereits bei Burda Moden die Leitung übernommen hatte.

### Vorlieben und Engagement
Burda widmete sich danach vermehrt ihrer privaten Leidenschaft, der Malerei mit Ölfarbe. In jüngeren Jahren war sie Liebhaberin schöner Sportwagen (VW Karmann-Ghia, Rometsch) und genoss den mondänen Auftritt bei Modeschauen und Filmgalas.
Burda hatte einen starken Willen zum Erfolg und duldete weder geschäftliche Widersacher noch interne Kritik. Als eigenständige Geschäftsfrau hielt sie nichts von der Emanzipationsbewegung, sie bevorzugte es, sich allein gegen Widerstände durchzusetzen. Gegenüber guten Ideen und Talenten wie etwa Jil Sander war sie dagegen aufgeschlossen. Burda verstand es außerdem, ein einzigartiges Beziehungsgeflecht von Persönlichkeiten aus Politik, Filmgeschäft, Mode und Medien aufzubauen.
Mit ihrer Aenne-Burda-Stiftung förderte sie Kunst, Kultur, Umwelt- und Denkmalschutz, die Altenpflege und unterstützte hilfsbedürftige Menschen in Offenburg. Aenne Burda starb 2005 im Alter von 96 Jahren.

## Orden und Ehrungen
- Großes Bundesverdienstkreuz (1974)
- Ehrenring der Stadt Offenburg (1979)
- Bayerischer Verdienstorden (1984)
- Verdienstmedaille des Landes Baden-Württemberg (1985)
- Jakob Fugger-Medaille des Verbandes der Zeitschriftenverlage in Bayern (1989)
- Ehrenbürgerin ihrer Heimatstadt Offenburg (1989)
- Carl-Friedrich von Rumohr-Ring für Verdienste um die Kochkunst (1989)
- Karl-Valentin-Orden (1990)
- Goldenes Ehrenzeichen des Landes Salzburg (1994)
- Großes Bundesverdienstkreuz mit Stern (2001)
- Benennung einer Allee in der Stadt Offenburg nach Aenne Burda (2004)
- Mehrere Rosenzüchtungen sind nach ihr benannt worden.

- Zum Andenken an das unternehmerische und soziale Engagement seiner Mutter stiftete Hubert Burda 2006 einen Aenne Burda Award, der alljährlich an „erfolgreiche junge Frauen in den Medien“ verliehen werden soll.
- Anlässlich ihres 100. Geburtstags präsentierte die Stadt Offenburg vom 18. Juli 2009 bis zum 10. Januar 2010 eine Ausstellung über ihr Leben und Werk im Museum im Ritterhaus.[4]

## Schriften
- Ansichten, Einsichten, Erfahrungen. Burda Verlag, Offenburg 1989, ISBN 3-88978-039-3.
- (Hrsg.): Handarbeitsbücher für Schule, Beruf und Haus. Modeverlag Burda, Lahr (Schwarzwald).

## Filme
- Aenne Burda. Mode für Millionen. Dokumentation, Deutschland, 1999, 45 min, Buch und Regie: Kathrin Pitterling, Produktion: NDR, Erstausstrahlung: 28. November 1999.[5]
- Aenne Burda – Eine Frau erobert die Welt. Dokumentation, Deutschland, 2009, 45 min, Buch und Regie: Dora Heinze, Produktion: SWR, Erstausstrahlung: 23. Juli 2009.[6]
- Aenne Burda – Die Wirtschaftswunderfrau. Zweiteiliges TV-Drama, Deutschland 2018, Buch und Regie: Francis Meletzky, Produktion: SWR, Erstausstrahlung: 5. und 12. Dezember 2018.